# Municipio de Cedar Fork
El municipio de Cedar Fork (en inglés: Cedar Fork Township) es un municipio ubicado en el  condado de Wake en el estado estadounidense de Carolina del Norte. En el año 2010 tenía una población de 40.841 habitantes.

## Geografía
El municipio de Cedar Fork se encuentra ubicado en las coordenadas 35°51′39.54″N 78°48′53.02″O / 35.8609833, -78.8147278.